# Donne ebree d'Italia

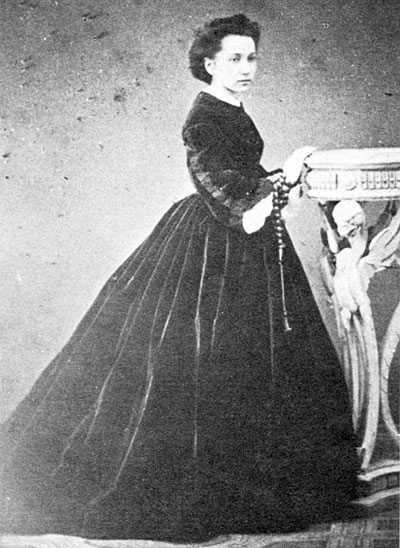
Elena Raffalovich

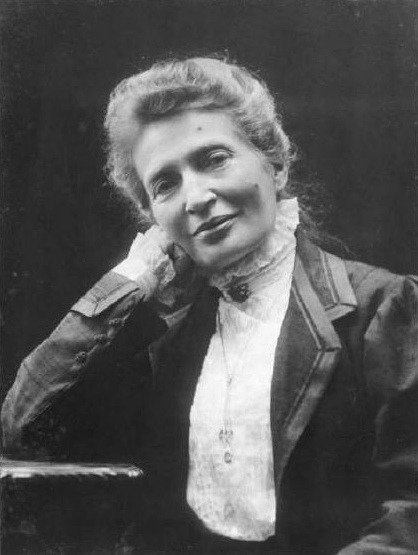
Anna Kuliscioff

La famiglia Lombroso

Anna Fraentzel Celli

Le donne ebree d'Italia hanno da secoli dato un contributo fondamentale alla vita degli ebrei in Italia e più in generale allo sviluppo della condizione femminile in Italia e alla vitalità della cultura italiana nel suo complesso.

## Storia
Le donne ebree in Italia condividono nei secoli le complesse vicende della condizione femminile in Italia con l'ulteriore fardello di essere parte di una minoranza doppiamente discriminata.
In generale si può affermare che in confronto alle donne cristiane del loro tempo le donne nell'ebraismo abbiano goduto all'interno della propria comunità di maggiori diritti ed opportunità: imparavano a leggere e a scrivere, avevano diritto alla proprietà della dote e ad ereditare e divorziare, spesso lavoravano anche come imprenditrici in proprio. Anche in queste condizioni, tuttavia, solo avvenimenti eccezionali potevano dare loro l'occasione di mettere alla prova pubblicamente la loro capacità di intraprendenza e autonomia di pensiero. Le antiche cronache ebraiche ricordano una certa Paola dei Mansi (Paola Anaw) che nel XIII secolo a Roma si guadagnò fama per le sue conoscenze bibliche e talmudiche e come scriba dotata di splendida calligrafia. Ancora più arduo era riuscire a infrangere la duplice barriera di donna e di ebrea e partecipare al dibattito culturale del proprio tempo, come è il caso agli inizi del XVII secolo della poetessa e scrittrice ebreo-veneziana Sara Copio Sullam.

### Il Risorgimento e l'Unità d'Italia
Perché le cose cambiassero occorre attendere il Risorgimento. Sara Levi Nathan gioca un ruolo importante nel processo risorgimentale per la sua stretta relazione personale con Giuseppe Mazzini, Carlo Cattaneo, e Maurizio Quadrio, svolgendo un'opera preziosa di fiancheggiamento e finanziamento a supporto delle loro attività in Inghilterra, Svizzera e Italia.
Con l'Unità d'Italia per le donne ebree si tratta di affrontare una doppia emancipazione: anche da cittadine del nuovo stato esse devono confrontarsi, al pari delle altre donne italiane, con i molti pregiudizi e gli scarsi diritti loro dati dalle leggi e dai costumi del tempo.
Le prime donne ebree ad affermarsi nella vita pubblica in Italia tra Ottocento e primo Novecento sono un gruppo di intellettuali di origine russa o tedesca, impegnate nel campo dell'educazione e del sindacato. Dalla Russia giungono Elena Raffalovich (sposa nel 1863 del filologo Domenico Comparetti e pioniera dell'educazione infantile), Ernestina Paper (nel 1877 prima donna laureata in Italia dalla nascita dello stato unitario, in medicina), Anna Kuliscioff (medica, sindacalista, tra i principali esponenti e fondatori del Partito Socialista Italiano) e Angelica Balabanoff (sindacalista e attivista socialista). Di origine tedesca sono invece Margarete Traube (chimica di fama mondiale), Alice Hallgarten Franchetti (educatrice), e Anna Fraentzel Celli (infermiera ed educatrice). A queste donne si uniscono le prime ebree intellettuali di famiglia italiana, a cominciare dalle scrittrici e poetesse Erminia Fuà Fusinato, Annie Vivanti, Virginia Olper Monis, Emma Boghen Conigliani, Laura Orvieto e Amelia Pincherle Rosselli, e dalle due figlie di Cesare Lombroso, che proprio dall'incontro con Anna Kuliscioff maturano i propri interessi: Paola Lombroso Carrara (educatrice e ideatrice nel 1908 del Corriere dei Piccoli) e Gina Lombroso (medica e ricercatrice).

### Il fascismo e le persecuzioni anti-ebraiche
All'indomani della prima guerra mondiale sono ormai molte le donne ebree ad avere ruoli importanti nella società italiana. Nel 1924 Anna Foà ottiene la nomina a professoressa ordinaria all'Università di Napoli alla cattedra di bachicoltura e apicoltura, una delle prime donne italiane a raggiungere questo traguardo. Nel 1925 Alda Levi è nominata Sovrintendente ai Beni culturali della Lombardia. Nel 1926 Margherita Sarfatti, amante e consigliera di Benito Mussolini, pubblica Dux, un'apologetica biografia del Duce, tradotta in 18 lingue.

Enrica Calabresi

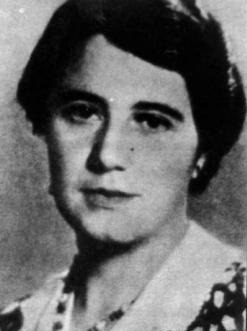
Anna Maria Enriques Agnoletti

Con il fascismo gli spazi di libertà e autonomia però si vanno drammaticamente restringendo per i cittadini italiani e per le donne in particolare. Proprio tali restrizioni, ed il crescente controllo esercitato delle autorità fasciste su ogni aspetto della vita pubblica italiana, sono alla base della fondazione nel 1927 della Associazione donne ebree d'Italia, come di un luogo in cui le donne ebree italiane possano trovare uno spazio di salvaguardia della propria identità e di espressione del loro impegno sociale.
Nel settembre 1938 le leggi razziali fasciste rappresentano un duro colpo per gli ebrei italiani e per le donne ebree italiane in particolare, molte delle quali avevano trovato lavoro nel mondo della scuola, dal quale ora venivano escluse. Anche a livello universitario una percentuale significativa delle poche donne che allora vi operavano era di origine ebraica, da Anna Foà (unica ordinaria tra agli espulsi), alla molte esercitanti la libera docenza: Vita Nerina (chimica) e Pierina Scaramella (botanica) a Bologna; Clara Di Capua Bergamini (chimica) a Firenze; Ada Bolaffi (chimica biologica) e Mafalda Pavia (pediatria) a Milano; Angelina Levi (farmacologia) a Modena; Rachele Karina (pediatria) a Napoli; Enrica Calabresi (zoologia) a Pisa; Gemma Barzilai (ginecologia) e Fausta Bertolini (biologia) a Padova; Olga Blumenthal (letteratura tedesca) a Venezia; Renata Calabresi (psicologia), Nella Mortara (fisica) e Maria Piazza (mineralogia) a Roma.
Il peggio però doveva ancora venire. Con l'8 settembre 1943, con l'occupazione tedesca e la nascita della Repubblica Sociale Italiana, tutti gli ebrei residenti in Italia sono soggetti a deportazione e sterminio. Le donne ebree lottano con il resto della comunità ebraica italiana per salvare i propri figli e sopravvivere esse stesse, nascondendosi laddove è possibile o cercando la fuga in Svizzera. A migliaia sono deportate e periscono ad Auschwitz con i loro figli e mariti e genitori. Molte aderiscono ai comitati clandestini della Delasem o alle formazioni della Resistenza, talora in posizioni di responsabilità, come nel caso della medaglia d'oro Anna Maria Enriques Agnoletti. Dopo la guerra molte di loro, come Ada Sereni saranno attive nel condurre le migliaia di ebrei che dall'Italia salpano per la Palestina.

### La Repubblica italiana

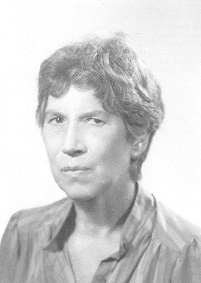
Natalia Ginzburg

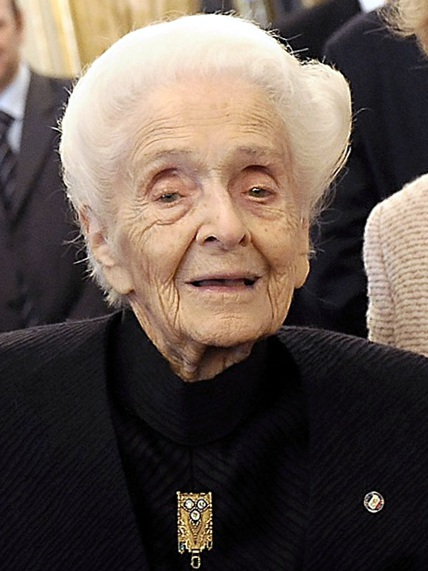
Rita Levi-Montalcini

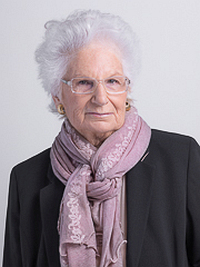
Liliana Segre

Nell'Italia repubblicana del dopoguerra le donne ebree si impegnano come donne e cittadine senza alcuna distinzione in tutti i campi della vita pubblica e professionale e all'interno dei partiti e delle associazioni democratiche italiane. Rientrate dall'esilio, Nadia Gallico Spano e Giorgina Arian Levi sono tra le prime donne presenti nel Parlamento italiano.
Alcuni dei primi memoriali di sopravvissuti dai campi di sterminio sono scritti da donne: Sofia Schafranov nel 1945; Giuliana Fiorentino Tedeschi, Alba Valech Capozzi, Frida Misul e Luciana Nissim Momigliano nel 1946; e infine nel 1947 Liana Millu. Alcuni tra i migliori talenti nelle scienze e nella ricerca trovano fortuna all'estero: da Giuliana Cavaglieri Tesoro a Rita Levi Montalcini, Mirella Levi D'Ancona, Anna Morpurgo Davies, e Lea Sestieri. In Italia si affermano le attrici Franca Valeri e Franca Faldini; la matematica Emma Castelnuovo; le scrittrici Elsa Morante, Natalia Ginzburg, Amelia Rosselli, Clara Sereni, Edith Bruck e Giacoma Limentani; le traduttrici Gabriella Bemporad e Giovanna Bemporad; l'artista Antonietta Raphaël. Nel 1986 Rita Levi-Montalcini riceve il Premio Nobel per la medicina; nel 2001 sarà nominata senatore a vita dal Presidente della Repubblica Carlo Azeglio Ciampi.
La donna ebrea non è più relegata ai margini degli organismi dirigenti dell'Unione delle comunità ebraiche italiane e ne raggiunge i vertici con Tullia Zevi dal 1983 al 1998 e nuovamente dal luglio 2016 con Noemi Di Segni.
Il 19 gennaio 2018, anno in cui ricade l'80º anniversario delle leggi razziali fasciste, il presidente della Repubblica italiana Sergio Mattarella, in base all'articolo 59 della Costituzione, ha nominato senatrice a vita, per altissimi meriti in ambito sociale, Liliana Segre, una dei soli 25 bambini italiani sopravvissuti ad Auschwitz, da anni impegnata come testimone dell'Olocausto in Italia .

## Nella storiografia contemporanea
A lungo trascurata dalla storiografica, l'esperienza delle donne ebree italiane è oggi al centro di numerose iniziative di ricerca, di cui si elencano qui le più rilevanti a carattere nazionale e internazionale.
Il 6-9 giugno 2005 si svolge a Lucca il convegno internazionale Donne nella storia degli ebrei d'Italia, organizzato dal Centro interdipartimentale di studi ebraici dell'Università di Pisa e dell'archivio di Stato di Lucca, nell'ambito della serie "Italia Giudaica".
Dal 3 al 15 marzo 2011, in occasione del 150° dell’Unità d’Italia e nell’ambito del cartellone di iniziative per l’8 marzo organizzato dalla Provincia di Siena, la Biblioteca comunale degli Intronati ospita la mostra fotografica “Donne ebree dell’Italia unita”, proposta dalla comunità ebraica di Siena e curata dalla Fondazione centro di documentazione ebraica contemporanea di Milano. La mostra viene riproposta anche in altre città italiane, da Palermo e Agrigento, a Venezia e Ferrara.
La giornata europea della cultura ebraica del 14 settembre 2014, dedicata a "Donna Sapiens, la figura femminile nell'ebraismo", è l'occasione per numerose iniziative locali in tutta Italia incentrate sul ruolo della donna nell'ebraismo italiano. A Ferrara, scelta come città capofila, la Fondazione Museo nazionale dell'ebraismo italiano e della Shoah organizza in collaborazione con l’Archivio di Stato di Ferrara il Convegno internazionale Vicino al focolare e oltre. Spazi pubblici e privati, fisici e virtuali della donna ebrea in Italia (secc. XV-XX), che ha luogo il 18-19 novembre 2014 presso l’Aula magna della Facoltà di Economia e management dell’Università di Ferrara.
Dal 3 al 9 luglio 2022, la prima edizione delle Settimane di Studi Internazionali sull'Ebraismo Italiano, promosse presso la foresteria del Monastero di Camaldoli dalla Fondazione centro di documentazione ebraica contemporanea e dai Colloqui ebraico-cristiani di Camaldoli, è dedicata al tema "Donne ebree d'Italia: studi e testimonianze", con la partecipazione di oltre 50 relatori dall'Italia e dall'estero.